# Madelief Hageman
Madelief Hageman (* 28. Januar 2003) ist eine niederländische Tennisspielerin.

## Karriere
Hageman spielt vor allem auf der ITF Women’s World Tennis Tour, auf der sie bisher sechs Titel im Doppel gewinnen konnte.

## Turniersiege

### Doppel
| Nr. | Datum             | Turnier             | Kategorie | Belag     | Partnerin          | Finalgegnerinnen                       | Ergebnis         |
| --- | ----------------- | ------------------- | --------- | --------- | ------------------ | -------------------------------------- | ---------------- |
| 1.  | 29. April 2023    | Kuršumlijska Banja  | ITF W15   | Sand      | Maja Radenkovic    | Laura Cíleková Ewjalina Laskewitsch    | ohne Spiel       |
| 2.  | 11. November 2023 | Antalya             | ITF W15   | Sand      | Rikke de Koning    | Iulia Andreea Ionescu Anastasia Safta  | 7:65, 6:2        |
| 3.  | 9. November 2024  | Monastir            | ITF W15   | Hartplatz | Andrė Lukošiūtė    | Ela Milić Anna Turati                  | 4:6, 6:0, [10:5] |
| 4.  | 5. April 2025     | Scharm asch-Schaich | ITF W15   | Hartplatz | Dasha Ivanova      | Weronika Ewald Daria Górska            | 6:4, 7:5         |
| 5.  | 10. Mai 2025      | Kuršumlijska Banja  | ITF W15   | Sand      | Alina Granwehr     | Ana Candiotto Justina Gonzalez Daniele | 5:7, 6:3, [10:7] |
| 6.  | 17. Mai 2025      | Kotka               | ITF W15   | Sand      | Darja Jessyptschuk | Polina Bachmutkina Astrid Brune Olsen  | 6:4, 6:2         |